# Canadian Government Railways

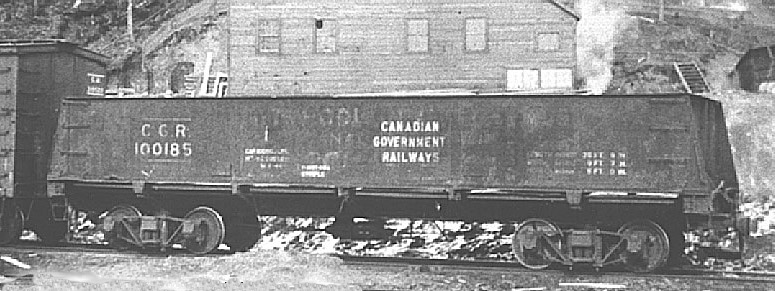
Carro CGR, ex Intercolonial, da 50 t per trasporto di carbone (si intravedono le vecchie marcature)

Canadian Government Railways (CGR) fu il nome legalmente utilizzato tra 1915 e 1918 per designare le ferrovie del Canada gestite dal governo federale.

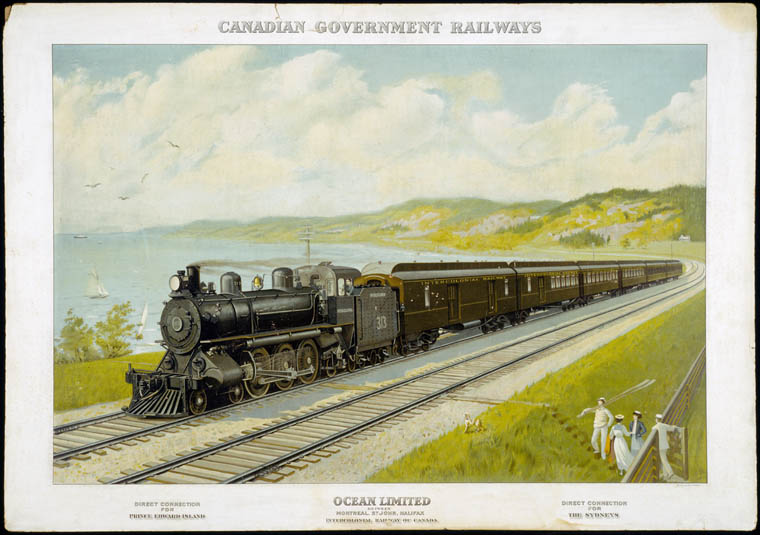
Il treno Ocean Limited sotto la gestione CGR

A causa dell'aggravarsi della crisi finanziaria in cui versava il settore ferroviario canadese, verso la fine della prima guerra mondiale, la maggior parte delle ferrovie principali di tutto il paese dovettero essere nazionalizzate e poste sotto la gestione provvisoria della nuova entità denominata Canadian Government Railways (CGR). Le compagnie che ne divennero componenti, tra il 1º agosto 1914 e il 1918, furono l'Intercolonial Railway of Canada (IRC), la National Transcontinental Railway (NTR), la International Railway of New Brunswick, la New Brunswick and Prince Edward Island Railway (PEIR), a scartamento ridotto 1067 mm, la Moncton and Buctouche Railway e la Hudson Bay Railway (HBR).
Anche parecchie ferrovie secondarie o diramate minori della provincia del Nuovo Brunswick furono acquisite, dal 20 maggio 1918, dalla CGR; queste furono Elgin and Havelock Railway, St. Martins Railway, Salisbury and Albert Railway, York and Carleton Railway.
Il 6 settembre 1918 fu rilevata anche la Canadian Northern Railway (CNoR), ormai insolvente, per la cui gestione il governo nominò un proprio comitato direttivo incaricato di assumere la totale responsabilità di tutte le operazioni. 
La neocostituita CGR svolse un ruolo fondamentale nello sforzo bellico del Canada impegnandosi nel trasporto di truppe e di rifornimenti.
La CGR ebbe un'esistenza piuttosto breve (evolvendosi presto in Canadian National Railway); ciononostante ebbe grande visibilità nella prima guerra mondiale per il funzionamento in grande scala del trasporto bellico. Grandi quantità di materiale rotabile furono rimarcate adottando il logo CGR anche se, in molte regioni come quelle marittime, il pubblico continuò a riferirsi ai suoi treni e ai suoi servizi usando il vecchio nome "Intercolonial".
Sempre nel corso dell'anno 1918 il governo federale costituì la nuova compagnia federale Canadian National Railway (CNR) allo scopo di semplificare operativamente il finanziamento e gestione del complesso sistema ferroviario nazionalizzato; l'ufficializzazione del provvedimento avvenne il 20 dicembre 1918 con atto del Queen's Privy Council for Canada
La Grand Trunk Pacific Railway (GTPR) fu nazionalizzata, dopo il fallimento, il 7 marzo 1919 entrando a pieno titolo nelle CNR il 12 luglio 1920. La compagnia parente di GTPR, la Grand Trunk Railway (GTR), anch'essa in bancarotta, fu nazionalizzata il 21 maggio 1920 e venne interamente assorbita in CNR il 30 gennaio 1923.
Il logo CGR cessò di essere utilizzato negli anni successivi al 1918 ma, di fatto, la CGR esistette sulla carta fino al tardo XX secolo occupandosi in gran parte di altre attività collaterali e immobiliari. Infine il 22 luglio 1993 un ordine del Privy Council autorizzò la vendita di CGR alla "Crown corporation" CN per la cifra simbolica di un dollaro canadese.